# Университет Дрекселя
Дрексельский университет (англ. Drexel University) — частное некоммерческое высшее учебное заведение в городе Филадельфия, Пенсильвания, США. В университете получает образование более 24 000 студентов.

## История университета
Дрексельский университет был открыт в 1892 году как Институт искусства, науки и индустрии. Основателем института был американский финансист Энтони Джозеф Дрексель.
Первым президентом института был Джеймс Макалистер.
В 1905 году факультет искусства был закрыт, а институт приобрел дополнительные постройки. Количество студентов тогда также возросло с 70 до 500.
Первые ученые степени в институте были предложены в 1931 году. В 1936 году вуз получил название «Дрексельский институт технологий».
В 1970 году институт стал Дрексельским институтом.

## Структура
- Академия естественных наук
- Школа права Томаса Р. Клина
- Школа общественного здоровья
- Университетская больница Ганемана

Колледжи
- Колледж искусств и дизайна Антуанет Вестфал
- Колледж бизнеса Беннетт С. Лебов
- Колледж искусств и наук
- Инженерный колледж
- Колледж вычислительной техники и информатики
- Медицинский колледж
- Колледж медсестер и медицинских работников
- Колледж исследований Ричарда К. Гудвина
- Колледж Пенонны

## Персоналии
Ученые университета
- Юрий Гогоци — украинский ученый в области химии, материаловедения и нанотехнологий.

Выпускники
- Алассан Уаттара — ивуарийский политический деятель, премьер-министр Кот-д’Ивуара в ноябре 1990 — декабре 1993 года.
- Чимаманда Нгози Адичи — нигерийская писательница.

## Фотографии
- Памятник Энтони Джозефу Дрекселю на территории университета
- Главный корпус института с 1891 года
- Колледж вычислительной техники и информатики
- Колледж вычислительной техники и информатики
- Колледж бизнеса Беннетт С. Лебов
- Академия естественных наук
- Школа права Томаса Р. Клина